# ニュートン力学

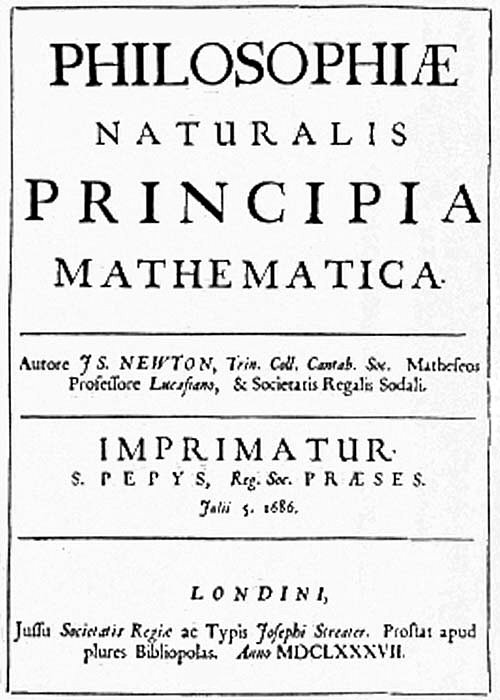
『自然哲学の数学的諸原理』初版

ニュートン力学（、英語: Newtonian mechanics）は、アイザック・ニュートンが、運動の法則を基礎として構築した、力学の体系のことである。「ニュートン力学」という表現は、アインシュタインの相対性理論、あるいは量子力学などと対比して用いられる。

## 概要
静止物体に働く力の釣り合いを扱う静力学は、古代ギリシアからの長い年月の積み重ねにより、すでにかなりの知識が蓄積されていた。ニュートン力学の偉大さは、物体の運動について調べる動力学を確立したところにある。
ニュートン力学は古典物理学の不可欠の一角を成している。絶対時間と絶対空間を前提とした上で、3 つの運動の法則（運動の第1法則、第2法則、第3法則）と、万有引力の法則を代表とする二体間の遠隔作用として働く力を基礎とした体系である。広範の力学現象を演繹的かつ統一的に説明し得る体系となっている。

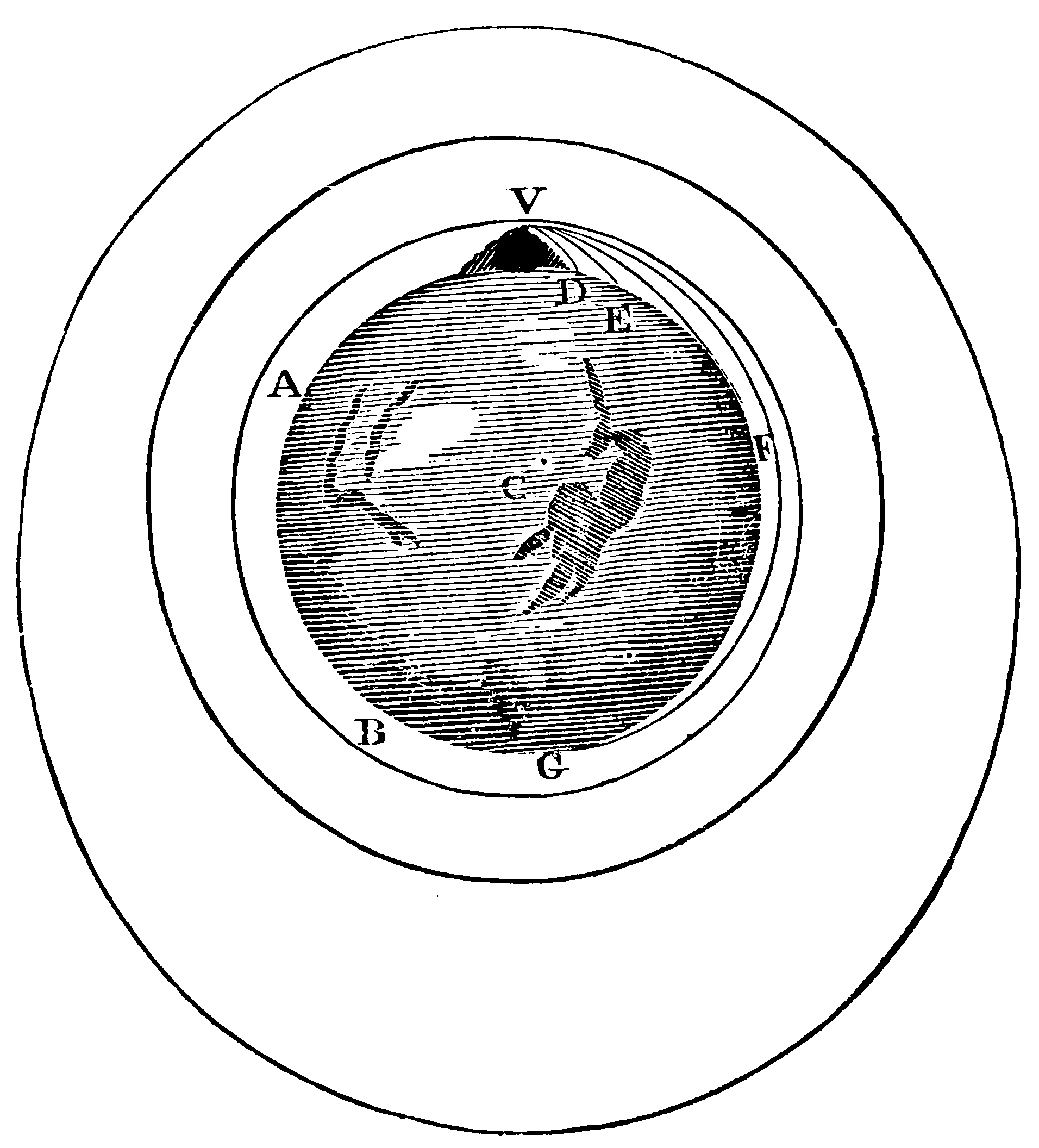
Principia1846-513、 落体運動と周回運動の統一的な見方が示されている．

ニュートン力学は、1687年のニュートン自身による、3巻から成る著作『自然哲学の数学的諸原理』（略称: プリンキピア、Principia）を通して公表された。ニュートン力学の主要な点はすべてこの中に含まれていると言ってもよい。
『プリンキピア』の表現形式は、ユークリッド原論に倣った作図を用いて幾何学的証明を積み上げる方式を採っている。この表現の中には、エルンスト・マッハが指摘したように十分に論理的とは言えない点も含まれており、その後の時代の多くの人々によって整理しなおされ、別の説明方法も与えられている。今日的な「ニュートン力学」の解説は『プリンキピア』とは様相が異なったものとなっており、大学などで「ニュートン力学」と呼ばれている体系は、これを出発点としつつも多くの人々によって改良された、相対論以前の古典力学の体系と見なすのが適切である。
『プリンキピア』の冒頭部分は質量、運動量、慣性、力などの定義にあてられているが、重さという概念の他に質量という概念を導入したことが画期的だとされている。
なお「ニュートンが万有引力の法則などを発見した」という言い方が一般にされることも多いが、これは誤りである。それまでにシモン・ステヴィン、エドム・マリオット、ガリレオ・ガリレイ、ヨハネス・ケプラーら先人によって発展してきた物理学をニュートン力学として体系づけたことが最大の功績であり、古典物理学はニュートンによって一旦完了したといえるのである。

### 質点に関する運動の法則

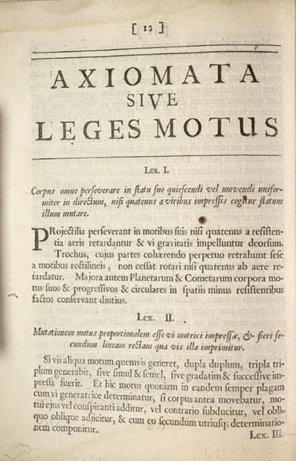
プリンキピア内の第一法則と第二法則が書かれているページ（1687年版）

ニュートン力学は、物体を「重心に全質量が集中し大きさをもたない質点」とみなし、その質点の運動に関する性質を法則化し、以下の運動の3法則を提唱した。また、これらの法則は、質点とは見なせない物体（剛体、弾性体、流体などの連続体）に対しても基礎となる考え方である。
第1法則（慣性の法則）
質点は、力が作用しない限り、静止または等速直線運動する（これを満たすような座標系を用いて、運動法則を記述する）。
第2法則（ニュートンの運動方程式）
質点の加速度 {\displaystyle {\vec {a}}} は、そのとき質点に作用する力 {\displaystyle {\vec {F}}} に比例し、質点の質量 {\displaystyle {m}} に反比例する。
{\displaystyle {\vec {a}}={\frac {\vec {F}}{m}}\,.}
第3法則（作用・反作用の法則）
二つの質点 1, 2 の間に相互に力が働くとき、質点 2 から質点 1 に作用する力 {\displaystyle {{\vec {F}}_{21}}} と、質点 1 から質点 2 に作用する力 {\displaystyle {\vec {F}}_{12}} は、大きさが等しく、逆向きである。
{\displaystyle {\vec {F}}_{21}=-{\vec {F}}_{12}\,.}
力学分野における数多くの法則や定理は、基本的には、上の三つの法則から導出されるものである。また、位置ベクトルの時間に対する 2 階の常微分方程式である運動方程式は、ある時刻の位置と運動量（あるいは速度）を与えれば、あらゆる時刻の運動状態が確定する方程式であり、その意味で、ニュートン力学は決定論的であるとされる。

## 継承と発展
ニュートンの力学は、その後、ダニエル・ベルヌーイ、レオンハルト・オイラー、ピエール・ルイ・モーペルテュイ、ジャン・ル・ロン・ダランベール、ジョゼフ＝ルイ・ラグランジュ、ピエール＝シモン・ラプラス、ガスパール＝ギュスターヴ・コリオリらによって、今日的な力学体系の形にまとめ直され、ラグランジュやウィリアム・ローワン・ハミルトンによる解析力学へと発展した。
電磁気学が19世紀に発展した結果、電磁気学とニュートン力学が互いに矛盾することが問題となった。電磁気学における基本方程式であるマクスウェルの方程式は、ニュートン力学における運動方程式と異なり、ガリレイ変換に対する不変量を持たず、慣性系によらず電磁気学の法則が成り立つならばそれは相対性原理を修正することになる。逆に、ニュートン力学とガリレイの相対性原理が正しいならば、マクスウェル方程式は一般の慣性系では成り立たず、電磁気学を修正する必要がある。19世紀末から20世紀初頭にかけて、ハインリヒ・ヘルツ、ジョージ・フィッツジェラルド、ヘンドリック・ローレンツ、アルベルト・アインシュタインらの仕事によって、マクスウェルの理論の正当性が検証され、ニュートン力学は修正されることになる。修正された新しい力学は特殊相対性理論と呼ばれ、ガリレイの相対性原理ではなくアインシュタインの相対性原理を基礎とし、ローレンツ変換に対して普遍な力学である。
その後に発展した一般相対性理論までの完成された力学は「古典力学」と呼ばれ、1920年代に成立した量子力学と区別される。量子力学では局所実在論が成立せず、その意味でニュートン力学などの古典論とは決定的に異なっている。

ニュートンのゆりかご

### 解析力学
ニュートン力学はラグランジュ形式やハミルトン形式で再定式化された。これらは、ニュートンの運動法則を座標系の取り方によらずに一般的に成立するように構成されたもので、ラグランジュ形式では、最小作用の原理（変分原理）からニュートンの運動方程式を再現する。ハミルトン形式では、正準変数とポアソン括弧を用いることにより、ニュートンの運動方程式に対応する正準方程式を対称な形で表現することができる。

## 現代物理学での位置付け
現代の物理学の視点では、ニュートン力学は、「巨視的なスケールで、かつ光速よりも十分遅い速さの運動を扱う際の、無矛盾・完結的な近似理論」と理解される。
相対性理論は、物体の速さが光速よりも十分遅い・重力が十分に小さい（地球レベル）の条件下ではニュートン力学で十分近似されるし、量子力学の結果は、対象物体の質量を大きくした極限では、ニュートン力学の運動方程式の解と一致する。例えば、人工衛星や惑星探査までを含む宇宙航行の運動の予測を行う際には、ニュートン力学を用いて十分な精度で計算できる場合が多い。